# Họ Cá giống dài
Họ Cá giống dài (danh pháp khoa học: Rhinobatidae) là một họ cá đuối trong bộ Rhinopristiformes, gồm những loài cá đuối cỡ vừa và nhỏ. Chúng sống theo đàn. Chúng có hình dáng giống như cái đàn guitar do đó mà có tên gọi là guitarfish trong tiếng Anh.

## Các loài
- Chi Rhinobatos H. F. Linck, 1790
  - Rhinobatos albomaculatus Norman, 1930
  - Rhinobatos annandalei Norman, 1926
  - Rhinobatos annulatus J. P. Müller & Henle, 1841
  - Rhinobatos blochii J. P. Müller & Henle, 1841
  - Rhinobatos cemiculus É. Geoffroy Saint-Hilaire, 1817
  - Rhinobatos formosensis Norman, 1926
  - Rhinobatos glaucostigma D. S. Jordan & Gilbert, 1883
  - Rhinobatos holcorhynchus Norman, 1922
  - Rhinobatos horkelii J. P. Müller & Henle, 1841
  - Rhinobatos hynnicephalus J. Richardson, 1846
  - Rhinobatos irvinei Norman, 1931
  - Rhinobatos jimbaranensis Last, W. T. White & Fahmi, 2006 (Jimbaran shovelnose ray) [2]
  - Rhinobatos lentiginosus Garman, 1880
  - Rhinobatos leucorhynchus Günther, 1867
  - Rhinobatos leucospilus Norman, 1926
  - Rhinobatos lionotus Norman, 1926
  - Rhinobatos microphthalmus Teng, 1959
  - Rhinobatos nudidorsalis Last, Compagno & Nakaya, 2004 (Bareback shovelnose ray) [3]
  - Rhinobatos obtusus J. P. Müller & Henle, 1841
  - Rhinobatos ocellatus Norman, 1926
  - Rhinobatos penggali Last, W. T. White & Fahmi, 2006 (Indonesian shovelnose ray)[2]
  - Rhinobatos percellens Walbaum, 1792
  - Rhinobatos petiti Chabanaud, 1929
  - Rhinobatos planiceps Garman, 1880 (Pacific guitarfish)
  - Rhinobatos prahli Acero P & Franke, 1995
  - Rhinobatos productus Ayres, 1854
  - Rhinobatos punctifer Compagno & Randall, 1987
  - Rhinobatos rhinobatos Linnaeus, 1758
  - Rhinobatos sainsburyi Last, 2004
  - Rhinobatos salalah Randall & Compagno, 1995
  - Rhinobatos schlegelii J. P. Müller & Henle, 1841
  - Rhinobatos spinosus Günther, 1870
  - Rhinobatos thouin Anonymous, referred to Lacépède, 1798
  - Rhinobatos thouiniana Shaw, 1804 (Shaw's shovelnose guitarfish)
  - Rhinobatos variegatus Nair & Lal Mohan, 1973
  - Rhinobatos zanzibarensis Norman, 1926
- Chi Tarsistes D. S. Jordan, 1919
  - Tarsistes philippii D. S. Jordan, 1919